# Шарлевиль-Мезьер (вокзал)
Железнодорожная станция Шарлевиль-Мезьер (фр. Gare de Charleville-Mézières) — железнодорожная станция в городе Шарлевиль-Мезьер (департамент Арденны, регион Шампань — Арденны, историческая область Шампань). Расположена на линии Линии Париж — Мюлуз. Находится неподалёку от исторического центра Шарлевиля.

## История
Станция Шарлевиль-Мезьер была построена в 1858 году. Изначально она была конечной станцией линии Ланс — Шарлевиль, а затем, с непрерывным строительством железной дороги, станция Шарлевиль-Мезье постепенно превратилась в региональный железнодорожный узел.

## Название
Первоначально станция называлась Шарлевиль, поскольку находилась практически в центре одноимённого города. Однако вслед за слиянием в 1966 городов Шарлевиль и Мезьер, причем новое городское образование получило двойное наименование Шарлевиль-Мезьер, так же, Шарлевиль-Мезьер, с 1966 года стала называться и станция Шарлевиль.